# Sebastian Francis
Sebastian Francis DSPN DGPN (Jor Baru, 11 de novembro de 1951) é um cardeal malaio da Igreja Católica, desde 2012 é o bispo de Penang, entre 2017 e 2023 foi presidente da Conferência dos Bispos Católicos da Malásia, Singapura e Brunei.

## Vida
Sebastian Francis nasceu em Johr Bahru, que então fazia parte da Federação Malaia. Seus avós imigraram para a Malásia na década de 1890 de Ollur, no distrito de Thrissur, Querala. Ele entrou no Seminário Menor São Francisco Xavier em Singapura em 1967 e matriculou-se três anos depois no seminário maior de Penang.
Em 28 de julho de 1977 foi ordenado sacerdote para a Diocese de Melaka-Johor. Em seguida, foi vigário paroquial da paróquia de São Francisco Xavier em Malaca de 1977 a 1980 e vigário paroquial da paróquia da Imaculada Conceição em Jor Baru em 1981. No mesmo ano foi enviado a Roma para estudar. Em 1983 obteve a licenciatura em teologia dogmática na Pontifícia Universidade São Tomás de Aquino. De volta à sua terra natal, foi vigário paroquial da paróquia da Imaculada Conceição em Jor Baru em 1984; professor de teologia dogmática, diretor espiritual do seminário maior de Penang, capelão dos universitários de Penang, administrador paroquial da paróquia da Imaculada Conceição de Paulau Ticus e coordenador pastoral de 1985 a 1988; vigário geral de 1988 a 2001; pároco da catedral do Sagrado Coração de Jor Baru de 1988 a 2004; administrador diocesano de 2002 a 2003; novamente vigário geral desde 2003; pároco da paróquia de São Luís em Kluang de 2004 a 2007; pároco da paróquia da Imaculada Conceição em Paulau Ticus de 2007 a 2011 e pároco da paróquia de Cristo Rei em Kulai desde 2011. Em 1991 ele se formou na Maryknoll School of Theology em Nova York com um diploma em justiça e paz.
Em 7 de julho de 2012, o Papa Bento XVI o nomeou bispo de Penang. Ele recebeu a ordenação episcopal no dia 20 de agosto seguinte na Igreja de Sant'Ana de Bukit Mertajam, de Murphy Nicholas Xavier Pakiam, arcebispo de Kuala Lumpur, coadjuvado por Paul Tan Chee Ing, S.J., bispo de Melaka-Johor e por Antony Selvanayagam, bispo emérito de Penang. Sua consagração foi testemunhada por 10 mil católicos e contou com a presença do então ministro-chefe de Penang, Lim Guan Eng.
De 1 de janeiro de 2017 a 2023 foi presidente da Conferência dos Bispos Católicos da Malásia, Singapura e Brunei. Em fevereiro de 2023, foi nomeado presidente do Escritório de Comunicação Social (OSC) da Federação das Conferências Episcopais Asiáticas (FABC).
Foi nomeado Oficial da Ordem do Defensor do Estado (em malaio: Darjah Pangkuan Negeri), única ordem de cavalaria do estado de Penang, em 2016, recebendo o título de Dato' e o direito de ostentar as letras pós-nominais de "DSPN". Foi nomeado Comendador (em malaio: Darjah Gemilang Pangkuan Negeri), com o título de Dato'Seri em 2021, passando a ostentar as letras pós-nominais "DGPN".
Em 9 de julho de 2023, o Papa Francisco anunciou durante o Angelus que o criaria cardeal no Consistório de 30 de setembro de 2023. Recebeu o barrete vermelho e a titulus de Santa Maria Causa Nostræ Laetitiæ.
Em 4 de outubro de 2023, foi nomeado membro do Dicastério para o Serviço do Desenvolvimento Humano Integral.